# Zamek w Bochotnicy
Die Ruine der Burg in Bochotnica (Zamek w Bochotnicy), auch Zamek Esterki (Burg der Esther) genannt, befindet sich in Bochotnica, einer nördlichen Ortschaft der Gemeinde Kazimierz Dolny in Polen.

## Lage
Die Burgruine ist der Rest einer Höhenburg, die sich 70 Meter über der Talsohle erhob. Oberhalb der Burg befindet sich die Ruine des Mausoleums von Jan Bochotnicki (Oleśnicki), ein Renaissancebau aus der ersten Hälfte des 16. Jahrhunderts.

## Geschichte
Die Burg wurde wahrscheinlich von der Familie Firlej nach dem Tatareneinfall von 1341 erbaut. 1368 und 1399 ist die Burg urkundlich nachweisbar. Bauuntersuchungen haben bestätigt, dass die Burg im 14. Jahrhundert erbaut und im frühen 15. Jahrhundert nach Süden erweitert wurde. Damals kam sie in den Besitz der Familie Zbąski. Katharina von Zbąska-Oleśnicka ging von hier auf ihre Raubzüge. Dann kam die Burg in die Hände der Oleśnicki und wurde im Stil der Renaissance gestaltet. Im 16. Jahrhundert erfolgte ein Ausbau durch die Familie Samborzecki. Häufige Wechsel der Besitzer folgten. 1585 soll die Burg bereits vom Verfall bedroht gewesen sein. Das Jahr ihrer Aufgabe ist nicht bekannt. Um 1870 soll das Bauwerk durch Erdrutsche beschädigt worden sein.
1889 gab es Pläne, die Burg im Geist der Romantik neu zu gestalten, sie wurden nicht verwirklicht. 1970 wurde die Ruine unter Denkmalschutz gestellt.

## Legenden
Nach der örtlichen Legende war die Burg ein Zufluchtsort von Esther, der jüdischen Geliebten von König Kasimir dem Großen. Die Burg war aber nie königliches Eigentum gewesen, auch ein Aufenthalt von Esther ist nicht durch Quellen zu belegen.
Ebenfalls wurde die Gründung der Burg Maciej Borkowic, einem Vertrauensmann von König Kasimir zugeschrieben. Eine andere Legende erzählt von der Raubrittersfrau Katharina Zbąska, die für ihre Verbrechen zur ewigen Verdammnis verurteilt worden sei und als Geist den Schatz ihrer Raubzüge bewachen würde. Genauso legendär ist der unterirdische Tunnel, der zur Burg in Kazimierz geführt haben soll.

## Rezeption
Bolesław Prus hat die Burg in seiner Novelle Antek (1880) verewigt. Der Maler Michał Elwiro Andriolli hat die Gegend in seinen Werken festgehalten.

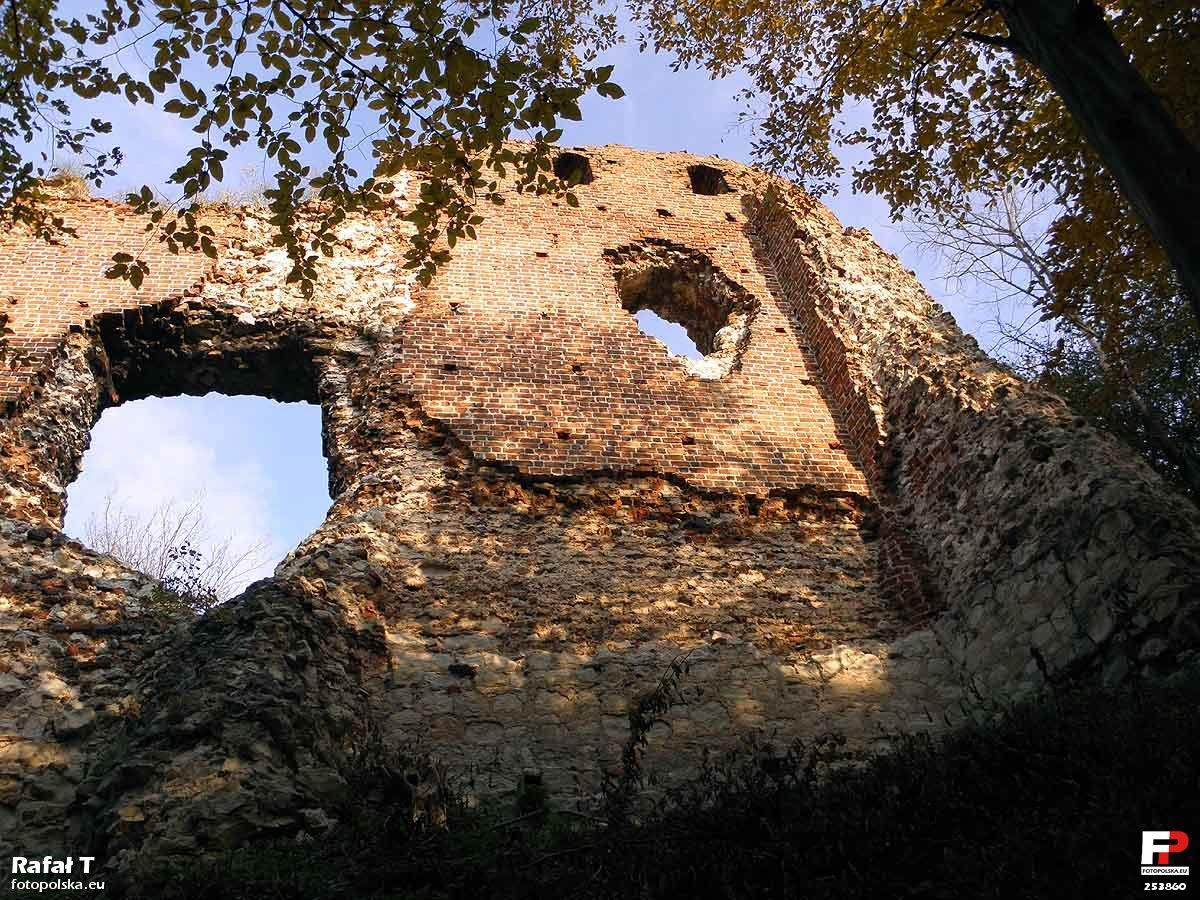
Ansicht von 2011
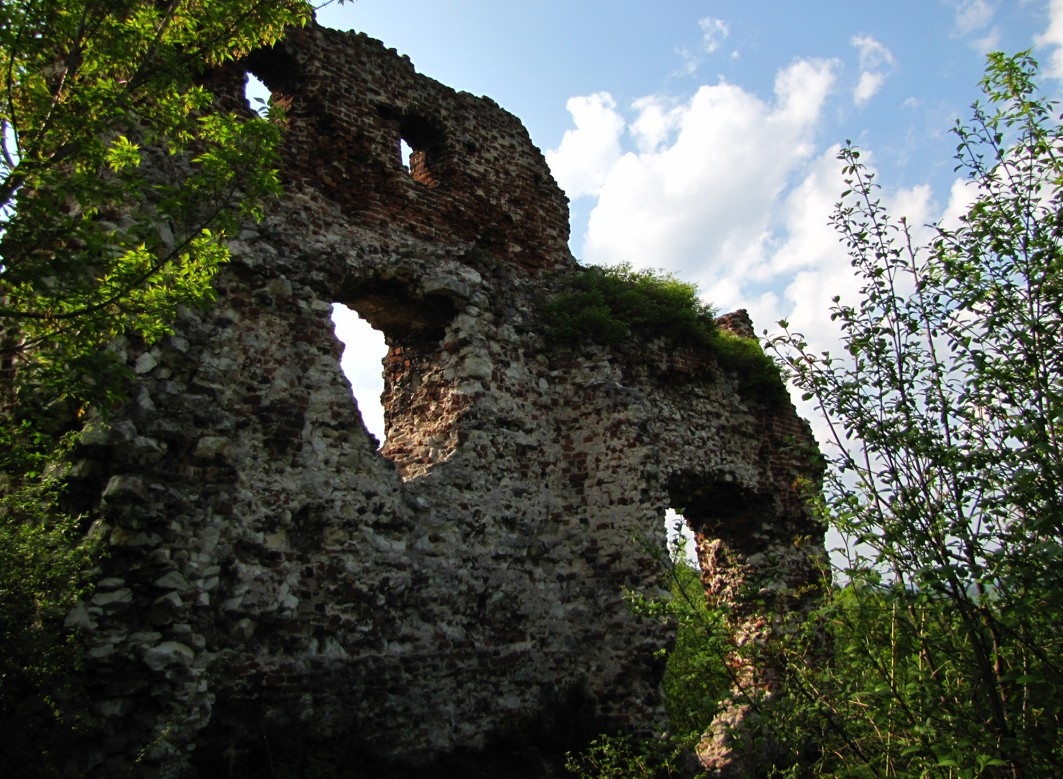
Ansicht von 2012
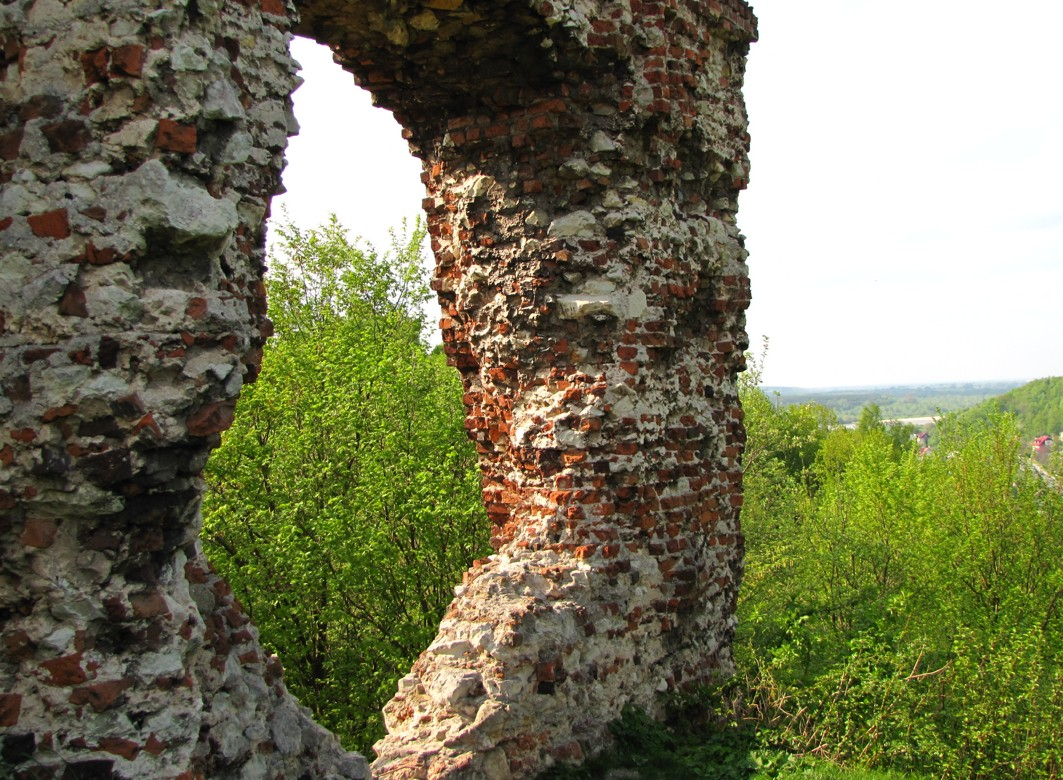
Teilansicht von 2012